# Mycoplasma mycoides
Mycoplasma mycoides (лат.) — вид бактерий рода Mycoplasma. Как и вся микоплазма, M. mycoides — мелкие микроорганизмы (0,3—0,8 мкм), не имеющие жёсткой клеточной стенки (в результате чего от внешней среды их отделяет лишь цитоплазматическая мембрана) и ярко выраженным полиморфизмом. 
Является возбудителем лёгочных заболеваний крупного рогатого скота и домашних коз. 
Геном M. mycoides является едва ли не самым простым из всех известных. Это второй вид микоплазмы, для которого полностью синтезирована искусственная молекула ДНК.
Естественный геном бактерии состоит из 901 гена, учёным из Индианского университета в Блумингтоне удалось создать искусственную бактерию с 493 генами в геноме.

## Синонимы
В синонимику вида включают следующие названия:
- "Asterococcus mycoides" Borrel et al. 1910
- "Asteromyces peripneumoniae bovis" Wroblewski 1931
- "Borrelomyces peripneumoniae" (Nowak 1929) Turner 1935
- "Bovimyces pleuropneumoniae" Sabin 1941
- "Coccobacillus mycoides peripneumoniae" Martzinovski 1911
- "Microbe de la péripneumonie" Nocard and Roux 1898
- "Micromyces peripneumoniae bovis contagiosae" Frosch 1923
- "Mycoplasma peripneumoniae" Nowak 1929
- "Pleuropneumonia bovis" Tulasne and Brisou 1955